# Jean-Louis-Marie Guillemeau
Jean-Louis-Marie Guillemeau (* 5. Juni 1766 in Niort; † August 1852) war ein französischer Arzt und Naturforscher.

## Leben
Jean-Louis-Marie Guillemeau war Schüler bei den Oratorianern in Niort, absolvierte den philosophischen Kursus in Poitiers und studierte dann Medizin in Montpellier, wo er am 10. Juli 1789 den Doktorgrad mit der Dissertation Quod cogitant auctores de hymene et de signis virginitatis diversis erlangte. Anschließend wurde er als Arzt und Stadtrat in seiner Vaterstadt angestellt, kam aber 1793 als Militärarzt zur Rheinarmee und sechs Monate später zur Westarmee. Nach der Entlassung aus dem Kriegsdienst war er über 40 Jahre hindurch als praktischer Arzt in Niort beschäftigt, wo er auch eine medizinische Gesellschaft gründete, deren erster Präsident er war. Ferner redigierte er 18 Jahre lang das Journal des Deux-Sèvres. Er verfasste zahlreiche mineralogische, botanische, zoologische, ökonomische und medizinische Schriften.

## Schriften
- Le Vasselage, poème en douze chants, traduit de l’Italien de Il Fodero, Niort 1791
- Coup d’œil historique, topographique et médical sur la ville de Niort et ses environs, Niort 1793
- Essai sur les minéraux et les fossiles des départements de la Vendée, des Deux-Sèvres et de la Vienne, Niort 1798
- Histoire naturelle de la Rose …, suivie de la corbeille des roses, ou choix de ce que les anciens et les modernes ont écrit de plus gracieux sur la rose et l’histoire des insectes qui vivent sur le rosier, Paris 1800 und Niort 1801
- Calendrier de flore des environs de Niort, ou temps approximatif de la floraison d’à peu près onze cents plantes, Niort und Paris 1801
- Annuaire statistique du département des Deux-Sèvres, 2 Bde., Niort 1802–1803
- Histoire naturelle de la marguerite, Paris 1802
- Essai sur l’histoire naturelle des oiseaux du département des Deux-Sèvres, Niort 1806 (in diesem Werk sind die Vögel nach der dichotomischen Methode klassifiziert, wodurch beobachtete Vögel leicht ihrer jeweiligen Art zugeordnet werden können)
- Les aphorismes d’Hippocrate, Niort 1807
- Constitutions médicales et météorologiques de la ville de Niort et de ses environs durant les années 1804, 1805 et 1806, 3 Bde.
- Notes et observations sur l’astrologie et ses différentes branches, Niort 1818
- Sur le cholera morbus, Niort 1831
- Extrait analytique de l’essai sur les dysenteries, et particulièrement sur celle, qui a régné épidémiquement à Niort et dans quelques cantons du département des Deux-Sèvres durant les mois d’août et de septembre de l’année 1804, Niort 1838
- Notice sur la situation ancienne actuelle des forêts des Deux-Sèvres et de leur influence sur le système météorologique de nos contrées, Niort 1838
- Notice sur quelques manuscrits de la bibliothèque de Niort, Niort 1840
- Tableau de la vie de champs, lu à la séance publique de la Société d’agriculture des Deux-Sèvres le 26 août 1838, Niort 1840
- Le marché aux légumes et aux herbes potagères du célèbre Linné, 1841
- Petit catéchisme de l’agriculture à l’usage des écoles primaires et des instituteurs du département des Deux-Sèvres, Niort 1842
- Des inconvénients de la saignée dans les apoplexies, 1843
- Météorologie élémentaire,  à l’usage des habitants des départements de l’Ouest et pays circonvoisins, terminé par un petit traité d’uranographie, Paris 1845
- Quelques fables du doctor Guillemeau, Niort 1846